# Brooke Ramel
Brooke Ramel (* in Raytown, Missouri) ist eine US-amerikanische Sängerin und Songwriter, die ihren größten Fankreis jedoch in Kalifornien hat.

## Erfolge
Einige ihrer Lieder waren bereits in vielen verschiedenen Fernsehsendungen zu hören, darunter Dawson’s Creek, Charmed – Zauberhafte Hexen, Gilmore Girls, Party of Five, Ed – Der Bowling-Anwalt, Six Feet Under – Gestorben wird immer. Darüber hinaus fand ihr Lied I Wanted You To Know (Make Tomorrow Up) bereits fünfmal in der von Comedy Central produzierten Zeichentricksendung Drawn Together Verwendung, was ihr auch in Deutschland einen relativ hohen Bekanntheitsgrad verschaffte.

## Diskografie
- Movie Star, 1997
- Tulips Bleed, 1998
- Make Tomorrow Up, 2000
- Be, 2002
- Turn It Around, 2004
- By Request, 2005
- Lover's Lullaby, 2008
- For You, 2011